# Die verlorenen Inseln
Die verlorenen Inseln (The Lost Islands) ist der Titel einer australischen Fernsehserie.
Das ZDF strahlte 25 von insgesamt 26 Folgen der Abenteuerserie von April bis Oktober 1977 erstmals aus.
Die Kinder- und Jugendserie wurde vom ZDF von September 1982 bis Februar 1983 wiederholt.
Das Titellied der deutschen Serienfassung wird von Bruce Low gesungen.

## Inhalt
Das Schiff United World gerät mit einer Jugendgruppe in Seenot. Während ein Großteil der Besatzung sich mit den Booten retten kann, bleiben fünf Jugendliche auf dem Schiff zurück. Das Schiff treibt bei dem Sturm und dessen hohen Seegang in eine Lagune, aus der es sich wegen des Korallenriffs nicht befreien kann. Die fünf Jugendlichen sind gestrandet.
Auf der Insel leben seit 200 Jahren die Q-Leute, die die Nachfahren Schiffbrüchiger sind und von dem Tyrannen Q beherrscht werden. Ein Elixier soll Q die Unsterblichkeit verleihen, so dass er seit Anbeginn der Besiedlung lebt.
Als Q von der Anwesenheit der Kinder erfährt, befiehlt er, sie fangen und töten zu lassen. Den Jugendlichen gelingt es, Freundschaft mit einigen Einheimischen, darunter auch mit Jeremiah Quizzle, dem persönlichen Diener des Q, zu schließen.
Gemeinsam mit ihren Freunden bestehen die fünf Kinder verschiedene Abenteuer.
Q trägt stets einen purpurnen Umhang. Sein Gesicht ist in der Serie nie zu sehen und teilweise mit einer dunklen Maske abgedeckt.

## Personen
Die fünf Jugendlichen stammen aus verschiedenen Ländern, wobei die deutsche Synchronisation in Folge 7 aus unbekanntem Grund teilweise andere Länder nennt als das Original (siehe Besetzungsliste, Original in Klammern). Die Q-Leute stammen dagegen alle ursprünglich aus England.

## Die Inseln

### Tambu
Die Insel hat einen Durchmesser von sechs Kilometern. Wesentliche Orte sind die geheime Wohnung des Q, sein geheimes Lager, das Tal der Bewohner, der Vulkan mit seinen Höhlen und der Sumpf mit dem Fluss.
Die Q-Leute dürfen, mit Ausnahme der Wachen, das Tal nicht verlassen.
Der Sumpf wird von den Geistern der Toten bewacht. Aufgrund des Aberglaubens trauen sich die Wachen nicht dorthin, so dass dort die United World versteckt wird. Helen und Jason Quinn haben dort zudem ein Baumhaus.

### Malo
Malo ist die Strafinsel, auf die viele männliche Einwohner verbannt werden. Wesentlicher Teil ist die Lagune, in der die Gefangenen die blauen Pflanzen ernten müssen, die dort unter Wasser wachsen. Der Q gewinnt aus ihnen sein Elixier. Der Rest der Insel ist eine unwirtliche Vulkanlandschaft.

## Episoden
Die Folge 15 wurde in Deutschland weder synchronisiert, noch im Fernsehen gezeigt. Die DVD enthält die Folge im Original mit Untertitel. Ebenso sind dort in Folge 16 einige zusätzliche Sekunden, in denen im englischen Original deutsch – Jane Vallis sogar akzentfrei – gesprochen wird.
| Folge | deutscher Titel                | englischer Titel        |
| ----- | ------------------------------ | ----------------------- |
| 1     | Gestrandet                     | Captured                |
| 2     | In der Falle des „Q“           | The Snake Pit           |
| 3     | Jasons Befreiung               | The Treasure of Tambu   |
| 4     | In den Höhlen des Vulkans      | The Volcano’s Secret    |
| 5     | Der große Sturm                | The Winds of Chance     |
| 6     | Malo, Insel des Todes          | Malo                    |
| 7     | Adam Quinn lebt                | Doomed                  |
| 8     | Die Schatzkarte                | The Treasure Map        |
| 9     | Ein Mann fällt vom Himmel      | The Mysterious Stranger |
| 10    | Der sprechende Totenkopf       | Skullduggery            |
| 11    | Ein gewagtes Unternehmen       | The Great Escape        |
| 12    | Das Duell                      | Jeremiah and the Widow  |
| 13    | Das Elixier des „Q“            | The Thieves of Tambu    |
| 14    | Ein gefährlicher Handel        | The Deadly Bargain      |
| 15    | ---                            | Hanging Five            |
| 16    | Christian, der Segler          | The Sea Dragon          |
| 17    | Expedition nach Malo           | Return to Malo          |
| 18    | Ein seltsames Spielzeug        | Ye Confounded Wheels    |
| 19    | Der feuerspeiende Berg         | The Angry Mountain      |
| 20    | Das große Rennen               | The Great Horse Race    |
| 21    | Der fliegende Premierminister  | Birdman of Tambu        |
| 22    | Die Spieldose                  | The Magic Box           |
| 23    | Der Zauberer von Tambu         | The Wizard of Tambu     |
| 24    | Die Rache des Premierministers | The Slave Horse         |
| 25    | Das Ungeheuer von Tambu        | The Monster of Tambu    |
| 26    | Der Aufstand                   | Return of the Monster   |